# 科羅斯尼齊亞
49°24′18″N 23°46′43″E / 49.40500°N 23.77861°E
科羅斯尼齊亞（烏克蘭語：Коросниця），是烏克蘭的村落，位於該國西部利沃夫州，由德羅霍貝奇區負責管轄，始建於1790年，面積0.37平方公里，2001年人口144，人口密度每平方公里391人。